# Asota nicobarica
Asota nicobarica là một loài bướm đêm trong họ Erebidae.